# PPT2
PPT2 (англ. Palmitoyl-protein thioesterase 2) – білок, який кодується однойменним геном, розташованим у людей на короткому плечі 6-ї хромосоми. Довжина поліпептидного ланцюга білка становить 302 амінокислот, а молекулярна маса — 34 225.
| 10         |  | 20         |  | 30         |  | 40         |  | 50         |
| ---------- |  | ---------- |  | ---------- |  | ---------- |  | ---------- |
| MLGLCGQRLP |  | AAWVLLLLPF |  | LPLLLLAAPA |  | PHRASYKPVI |  | VVHGLFDSSY |
| SFRHLLEYIN |  | ETHPGTVVTV |  | LDLFDGRESL |  | RPLWEQVQGF |  | REAVVPIMAK |
| APQGVHLICY |  | SQGGLVCRAL |  | LSVMDDHNVD |  | SFISLSSPQM |  | GQYGDTDYLK |
| WLFPTSMRSN |  | LYRICYSPWG |  | QEFSICNYWH |  | DPHHDDLYLN |  | ASSFLALING |
| ERDHPNATVW |  | RKNFLRVGHL |  | VLIGGPDDGV |  | ITPWQSSFFG |  | FYDANETVLE |
| MEEQLVYLRD |  | SFGLKTLLAR |  | GAIVRCPMAG |  | ISHTAWHSNR |  | TLYETCIEPW |
| LS         |  |            |  |            |  |            |  |            |

A: Аланін

C: Цистеїн

D: Аспарагінова кислота

E: Глутамінова кислота

F: Фенілаланін

G: Гліцин

H: Гістидин

I: Ізолейцин

K: Лізин

L: Лейцин

M: Метіонін

N: Аспарагін

P: Пролін

Q: Глутамін

R: Аргінін

S: Серин

T: Треонін

V: Валін

W: Триптофан

Кодований геном білок за функцією належить до гідролаз. 
Задіяний у такому біологічному процесі, як альтернативний сплайсинг. 
Локалізований у лізосомі.